# Of the Blue Color of the Sky
| 전문가 평가          | 전문가 평가 |
| 총 점수              | 총 점수     |
| 출처                 | 점수        |
| -------------------- | ----------- |
| 메타크리틱           | (67/100)    |
| 평가 점수            |             |
| 출처                 | 점수        |
| AllMusic             | [ 3 ]       |
| The A.V. Club        | (A-)        |
| BLARE Magazine       | [ 5 ]       |
| The Boston Globe     | (mixed)     |
| Entertainment Weekly | (B-)        |
| Los Angeles Times    | (favorable) |
| Rock Sound           | [ 9 ]       |
| Rolling Stone        | [ 10 ]      |
| Slant Magazine       | [ 11 ]      |
| Spin                 | [ 12 ]      |

《Of the Blue Color of the Sky》는 미국의 록 밴드 오케이 고의 세 번째 스튜디오 음반이다. 2010년 1월 12일, 미국의 캐피틀 레코드와 영국의 EMI를 통해 발매되었고, 4월 1일 밴드의 독립 레이블 파라카두트를 통해 재발매되었다. 이 음반은 데이브 프리드먼이 프로듀싱했고 뉴욕 카사다가에 있는 프리드먼의 타박스 로드 스튜디오에서 7개월 동안 녹음되었다. 이 컴필레이션의 이름, 가사, 개념은 1876년에 출판된 유사과학 책인 《The Influence of the Blue Ray of the Sunlight and of the Blue Colour of the Sky》에 기초한다. 이 곡의 스타일은 그들의 초기 음반의 파워 팝에서 크게 벗어난 것으로 주목받았다. EMI와 캐피틀 레코드가 해체된 후, 파라카두트는 홍보 캠페인과 모든 배급 책임을 맡았다. 이 음반은 발매와 동시에 음악 평론가들로부터 대체적으로 긍정적인 평가를 받았고 빌보드 200 차트에서 40위로 데뷔하여 미국에서 그들의 가장 높은 차트 음반이 되었다.

## 배경
2005년 밴드의 이전 음반 《Oh No》가 녹음을 마친 후 기타리스트 앤디 덩컨은 창작적 차이와 주요 레이블 압박을 이유로 밴드를 떠났다. 그는 뮤직 비디오 출연을 포함한 음반 홍보에 관여했던 앤디 로스로 대체되었다. 〈A Million Ways〉와 〈Here It Goes Again〉의 뮤직 비디오는 유튜브에서 바이럴 영상으로 많은 주목을 받았으며, 《Oh No》의 성공과 오케이 고의 인기 상승에 큰 영향을 미쳤다. 2008년 뉴올리언스의 브라스 펑크 록 밴드 보네라마와 함께 EP 《You' Not Alone》을 발매하면서 밴드는 거의 3년 동안 《Oh No》를 지지하며 지속적으로 투어를 했다.

## 녹음 및 제작
오케이 고는 새로운 자료 작성을 마치고 2008년 10월에 스튜디오에서 작업을 시작했다. 그들은 다음 해 5월까지 뉴욕 카사다가에 있는 개조된 아미시 헛간인 프로듀서 데이브 프리드먼의 타박스 로드 스튜디오에서 2주 간격으로 일했다. 베이시스트 팀 노드윈드는 스튜디오 세션의 과정을 《OK Go》에서 이루어진 매끄러운 제작 작업과 《Oh No》의 녹음으로 라이브 촬영을 강조하는 중간점이라고 설명했다.

## 곡 목록
| #   | 제목                                  | 작사·작곡           | 재생 시간 |
| --- | ------------------------------------- | ------------------- | --------- |
| 1.  | 〈WTF?〉                              | 데미안 쿨라시       | 3:25      |
| 2.  | 〈This Too Shall Pass〉               | 쿨라시, 팀 노드윈드 | 3:08      |
| 3.  | 〈All Is Not Lost〉                   | 쿨라시, 노드윈드    | 2:44      |
| 4.  | 〈Needing/Getting〉                   | 쿨라시, 노드윈드    | 5:14      |
| 5.  | 〈Skyscrapers〉                       | 쿨라시              | 4:38      |
| 6.  | 〈White Knuckles〉                    | 쿨라시              | 3:19      |
| 7.  | 〈I Want You So Bad I Can't Breathe〉 | 노드윈드            | 3:23      |
| 8.  | 〈End Love〉                          | 노드윈드, 쿨라시    | 4:05      |
| 9.  | 〈Before the Earth Was Round〉        | 쿨라시              | 4:09      |
| 10. | 〈Last Leaf〉                         | 쿨라시              | 2:34      |
| 11. | 〈Back from Kathmandu〉               | 쿨라시              | 4:13      |
| 12. | 〈While You Were Asleep〉             | 앤디 로스           | 4:25      |
| 13. | 〈In the Glass〉                      | 쿨라시              | 6:04      |